# Bahnstrecke Avon–Mount Morris
| Streckenlänge: | 24,6 km |                                                       |                                                       |
| Spurweite: | 1435 mm (Normalspur) |                                                       |                                                       |
| | |                                                       |                                                       |
| Gesellschaft: | 1859–1860: Buffalo, New York & Erie Railroad 1860–1871: Avon, Geneseo & Mount Morris Railroad 1872–1939: Erie Railroad 1939–1940: Avon, Geneseo & Mount Morris Railroad |                                                       |                                                       |
| \| \| \| Bahnstrecke Rochester–Avon \| \| \| \| \| Erie Railroad von Attica \| \| \| \| 0,0 \| Avon \| Avon \| \| \| \| nach Livonia, ehemals Erie Railroad nach Painted Post \| \| \| \| 1,13 \| Spring Street \| Spring Street \| \| \| \| Anschluss KraftHeinz \| \| \| \| 1,45 \| Linden Street \| Linden Street \| \| \| 2,25 \| Ashantee \| Ashantee \| \| \| 2,57 \| Fowler \| Fowler \| \| \| 4,83 \| Pierces \| Pierces \| \| \| 6,12 \| South Avon \| South Avon \| \| \| 8,37 \| Huston \| Huston \| \| \| 9,17 \| Seven Nations \| Seven Nations \| \| \| 11,9 \| Jaycocks \| Jaycocks \| \| \| 14,0 \| Geneseo \| Geneseo \| \| \| 17,06 \| Cuylerville \| Cuylerville \| \| \| 18,34 \| Jones \| Jones \| \| \| \| American Rock Salt seit 1997 \| \| \| \| \| RSR von Rochester, ex DL&W von Buffalo \| \| \| \| \| Mount Morris (DL&W) \| \| \| \| \| \| \| \| \| 22,05 \| Shakers \| Shakers \| \| \| \| RSR nach Dansville, ex DL&W nach Binghamton \| \| \| \| 24,62 \| Mount Morris (Erie) \| Mount Morris (Erie) \| \| \| \| Dansville and Mount Morris Railroad nach Dansville \| \| \| \| \| \| \| \| Quellen: [1][2] \| \| \| \| | |                                                       |                                                       |
| | | Bahnstrecke Rochester–Avon                            |                                                       |
| Abzweig geradeaus und ehemals von rechts | | Erie Railroad von Attica                              | Erie Railroad von Attica                              |
| Dienststation / Betriebs- oder Güterbahnhof | 0,0 | Avon                                                  | Avon                                                  |
| Abzweig geradeaus und nach links | | nach Livonia, ehemals Erie Railroad nach Painted Post | nach Livonia, ehemals Erie Railroad nach Painted Post |
| ehemaliger Haltepunkt / Haltestelle | 1,13 | Spring Street                                         | Spring Street                                         |
| | | Anschluss KraftHeinz                                  |                                                       |
| Haltepunkt / Haltestelle (Strecke außer Betrieb) | 1,45 | Linden Street                                         | Linden Street                                         |
| Haltepunkt / Haltestelle (Strecke außer Betrieb) | 2,25 | Ashantee                                              | Ashantee                                              |
| Haltepunkt / Haltestelle (Strecke außer Betrieb) | 2,57 | Fowler                                                | Fowler                                                |
| Haltepunkt / Haltestelle (Strecke außer Betrieb) | 4,83 | Pierces                                               | Pierces                                               |
| Haltepunkt / Haltestelle (Strecke außer Betrieb) | 6,12 | South Avon                                            | South Avon                                            |
| Haltepunkt / Haltestelle (Strecke außer Betrieb) | 8,37 | Huston                                                | Huston                                                |
| Haltepunkt / Haltestelle (Strecke außer Betrieb) | 9,17 | Seven Nations                                         | Seven Nations                                         |
| Haltepunkt / Haltestelle (Strecke außer Betrieb) | 11,9 | Jaycocks                                              | Jaycocks                                              |
| Bahnhof (Strecke außer Betrieb) | 14,0 | Geneseo                                               | Geneseo                                               |
| Haltepunkt / Haltestelle (Strecke außer Betrieb) | 17,06 | Cuylerville                                           | Cuylerville                                           |
| Haltepunkt / Haltestelle (Strecke außer Betrieb) | 18,34 | Jones                                                 | Jones                                                 |
| Betriebs-/Güterbahnhof Strecke bis hier außer Betrieb | | American Rock Salt seit 1997                          | American Rock Salt seit 1997                          |
| Strecke von rechts | | RSR von Rochester, ex DL&W von Buffalo                | RSR von Rochester, ex DL&W von Buffalo                |
| Dienststation / Betriebs- oder Güterbahnhof · Strecke | | Mount Morris (DL&W)                                   | Mount Morris (DL&W)                                   |
| Abzweig geradeaus und nach links · Kreuzung · Strecke nach rechts | |                                                       |                                                       |
| Strecke · Haltepunkt / Haltestelle | 22,05 | Shakers                                               | Shakers                                               |
| Strecke nach links · Kreuzung · Strecke quer | | RSR nach Dansville, ex DL&W nach Binghamton           | RSR nach Dansville, ex DL&W nach Binghamton           |
| Bahnhof (Strecke außer Betrieb) | 24,62 | Mount Morris (Erie)                                   | Mount Morris (Erie)                                   |
| | | Dansville and Mount Morris Railroad nach Dansville    |                                                       |
| | |                                                       |                                                       |
| Quellen: | |                                                       |                                                       |

Die 24,6 km lange, eingleisige Bahnstrecke Avon–Mount Morris verband zwischen 1859 und 1940 die beiden namensgebenden Orte im US-Bundesstaat New York. Sie war 1859 zunächst mit einer Spurweite von 1829 mm (6 Fuß) errichtet und 1881 auf Regelspur umgestellt worden. Von 1907 bis 1934 war die Verbindung elektrifiziert. Mit Ausnahme eines kurzen, weiterhin im Güterverkehr genutzten Abschnitts im Ortsgebiet von Avon wurde die Strecke 1941 stillgelegt und anschließend abgebaut.

## Geschichte
1851 erhielt die im selben Jahr gegründete Rochester and Genesee Valley Railroad (R&GV) die Konzession zum Bau einer Bahnstrecke von Rochester über Avon nach Portage. Die Bauarbeiten auf dem ersten, 30 km langen Abschnitt wurden 1852 aufgenommen und am 10. August 1854 konnte die R&GV die Bahnstrecke Rochester–Avon eröffnen. Den folgenden Abschnitt von Avon über Geneseo bis Mount Morris ließ die R&GV vermessen und erwarb Trassengrundstücke, nahm jedoch keine Bauarbeiten auf. Aktionäre der R&GV aus Geneseo und Mount Morris schlugen daher 1855 vor, den Streckenabschnitt in eigener Regie zu errichten. Die R&GV ging im Folgejahr auf den Vorschlag ein.
Am 2. Juni 1856 wurde daraufhin die Genesee Valley Railroad gegründet, die am 26. Dezember desselben Jahres die Trasse erwarb und Anfang 1857 die Bauarbeiten aufnahm. Nach Verzögerungen durch die Wirtschaftskrise konnten diese zwei Jahre später abgeschlossen werden. Die offizielle Eröffnung der 24,6 km (15,3 Meilen) langen Verbindung Avon–Mount Morris erfolgte am 13. Januar 1859, die Aufnahme des regulären Betriebs im April 1859. Den Bahnbetrieb führte die Buffalo, New York & Erie Railroad (BNY&E), die auch die nördlich anschließende Strecke nach Rochester und die in Avon kreuzende Verbindung Painted Post–Attica betrieb. Alle diese Strecken waren in der auch von der Erie Railroad verwendeten Spurweite von 1829 mm (6 Fuß) ausgeführt.
Die Genesee Valley Railroad musste allerdings wenig später Insolvenz anmelden und wurde am 29. Mai 1860 an die neu gegründete Avon, Geneseo & Mount Morris Railroad Company (AG&MM) verkauft. Die AG&MM führte den Bahnbetrieb einige Jahre selbst, wurde aber ab 1. Januar 1872 an die Erie Railroad vermietet. Anfang der 1880er-Jahre stellte die Erie Railroad ihr Streckennetz schrittweise auf die inzwischen übliche Regelspur von 1435 mm um. Zwischen Avon und Mount Morris geschah dies am 30. Juli 1881.
Im Dezember 1871 wurde eine in Mount Morris anschließende Bahnstrecke nach Dansville eröffnet, für die die Strecke nach Avon bis 1933 die einzige Verbindung ins übrige amerikanische Bahnnetz darstellte. Der Eigentümer des ersten, etwa 4,8 km langen Abschnitts von Mount Morris bis Sonyea war die AG&MM, während der Rest der Strecke durch die Erie and Genesee Valley Railroad errichtet wurde. Betreiber der Strecke Mount Morris–Dansville war vom Eröffnungszeitpunkt Ende 1871 bis zum 21. Oktober 1891 die Erie Railroad, ehe die neu gegründete Dansville and Mount Morris Railroad den Betrieb übernahm.
Während im Güterverkehr ein Großteil der Sendungen von und zur Strecke Avon–Mount Morris in Avon auf die kreuzende Ost-West-Verbindung wechselte, war der Personenverkehr deutlich nach Rochester ausgerichtet. Wie bereits die BNY&E führte die Erie Railroad nahezu alle aus Mount Morris kommenden Personenzüge über Avon weiter nach Rochester. Im Zulauf auf die wirtschaftlich bedeutende Stadt entwickelte sich ein reger Pendlerverkehr. Um diesen zu beschleunigen und zu rationalisieren, entschloss sich die Erie Railroad Anfang des 20. Jahrhunderts zur Elektrifizierung der Verbindung von Rochester über Avon bis Mount Morris. Erstmals wurde dafür mit dem Bahnstromsystem 11 kV, 25 Hz in den Vereinigten Staaten Wechselspannung auf einer längeren Bahnstrecke verwendet. Teile der Oberleitung und die Fahrzeuge wurden hingegen auf der Basis von Erfahrungen aus dem Interurban-Bereich beschafft. 1907 wurde der elektrische Betrieb mit acht Triebwagen aufgenommen. Diese übernahmen zwischen Avon und Mount Morris alle Personenverkehrsleistungen, während die Güterzüge weiterhin von Dampflokomotiven bespannt wurden.
Die mit der Elektrifizierung erzielte Beschleunigung führte zunächst zu einem weiteren Zuwachs der Fahrgastzahlen. In den 1920er-Jahren wuchs jedoch die Konkurrenz des motorisierten Individualverkehrs. Die Weltwirtschaftskrise ab 1929 führte ebenfalls zu einem Rückgang des Pendlerverkehrs. Die Erie Railroad entschloss sich daher 1934 zur Einstellung des elektrischen Betriebs, der somit am 29. November 1934 beendet wurde. Stattdessen wurden nun Verbrennungstriebwagen eingesetzt.
Nachdem die Dansville and Mount Morris Railroad 1933 südöstlich von Mount Morris eine Verbindung zur Delaware, Lackawanna and Western Railroad (DL&W) herstellen konnte, verlor die Strecke Avon–Mount Morris in den folgenden Jahren einen Großteil ihres Güterverkehrs. Für Güter aus/nach Dansville war die Führung über die DL&W meist günstiger als die längere Route über Avon. Zwischen 1934 und 1938 wurde jährlich ein durchschnittlicher Verlust von 34.100 Dollar verbucht. Die Erie Railroad beendete daher zum 13. April 1939 die Anmietung der AG&MM, führte den Betrieb aber einstweilen weiter. Die AG&MM beantragte daraufhin am 1. Mai 1939 die Stilllegung ihrer Strecke, die am 12. Dezember 1939 genehmigt und am 22. Januar 1940 vollzogen wurde. Mit Ausnahme eines kurzen, weiterhin im Güterverkehr genutzten Abschnitts im Ortsgebiet von Avon wurden die Gleise in den folgenden Jahren abgebaut. Der etwas über einen Kilometer lange verbliebene Abschnitt wurde durch die Erie Railroad, die Erie-Lackawanna Railroad (ab 1960) und Conrail (1976) genutzt, ehe er 1996 an den aktuellen Betreiber, die Livonia, Avon and Lakeville Railroad, übergeben wurde.
Mitte der 1990er-Jahre wurde nordöstlich von Mount Morris das Salzbergwerk Hampton Corners der American Rock Salt errichtet. Dessen 1997 fertiggestellter Gleisanschluss befindet sich im Bereich des Werks teilweise auf oder unmittelbar neben der früheren Bahnstrecke Avon–Mount Morris, wurde allerdings über eine neue Trasse mit der inzwischen durch die Rochester and Southern Railroad betriebenen früheren DL&W-Strecke in Mount Morris verbunden.

## Streckenverlauf
Die Bahnstrecke Avon–Mount Morris verlief im Tal des Genesee Rivers annähernd in Nord-Süd-Richtung. Vom Bahnhof Avon führte sie am westlichen Rand des Dorfs entlang, wo im Zuge der Elektrifizierung zwei Haltepunkte an den Bahnübergängen der Spring Street und Linden Street eingerichtet wurden. Südlich des Dorfs wurde der Conesus Creek, der Ablauf des Conesus Lake, auf einer einfachen Brücke überquert. Anschließend führte die Strecke durch dünn besiedeltes, land- oder forstwirtschaftlich genutztes Gebiet Richtung Südwesten nach Geneseo. Der Bahnhof des Orts lag im Westen der Siedlung, nahe der Straßenbrücke über den unmittelbar westlich gelegenen Genesee River.
Südlich von Geneseo durchquerte die Strecke überwiegend bewaldetes Gebiet, heute ein Teil des Landschaftsschutzgebiets Indian Fort Nature Preserve. Südlich davon ist die Trasse heute durch die Schnellstraße I-390, das Salzbergwerk Mount Morris der American Rock Salt und dessen Anschlussgleis überbaut. Ab der Mündung des Canaseraga Creek in den Genesee River folgte die Trasse für etwa einem Kilometer diesem Bach anstelle des Flusses, ehe sie Richtung Südwesten nach Mount Morris führte. Etwa einen Kilometer außerhalb des Orts wurde die Hauptstrecke Buffalo–Binghamton der DL&W ohne Weichenverbindung höhengleich gekreuzt.

## Bahnhöfe
Die meisten Haltepunkte der Strecke wurden erst mit Elektrifizierung der Strecke eingerichtet, wiesen kaum Infrastruktur auf und glichen eher Haltestellen einer Überlandstraßenbahn. Umfangreichere Anlagen bestanden bzw. bestehen in den drei Bahnhöfen.

### Avon
Der Bahnhof Avon war Knotenpunkt der Strecken Painted Post–Attica, Rochester–Avon und Avon–Mount Morris. Auch nach Aufgabe des Personenverkehrs und Stilllegung der Streckenabschnitte Richtung Attica und Mount Morris ist er der bedeutendste Bahnhof der Strecke Rochester–Avon und des Betreibers LAL.

### Geneseo
Der County Seat Geneseo ist der einzige größere Ort zwischen Avon und Mount Morris. Daher bestand dort von Beginn an eine Bahnstation mit Nebengleisen und Gebäuden. Der kommerzielle Betrieb erfolgte als Agentur. 1875 wurde ein neues Empfangsgebäude errichtet, das bis zur Streckenstilllegung im Jahr 1940 entsprechend genutzt wurde. Anschließend wurde es bis 1975 als Lagerhaus verwendet und dann 1976 auf Initiative eines örtlichen Geschichtsvereins in den Highland Park in Geneseo versetzt, wo es seither als Veranstaltungsstätte genutzt wird.

### Mount Morris

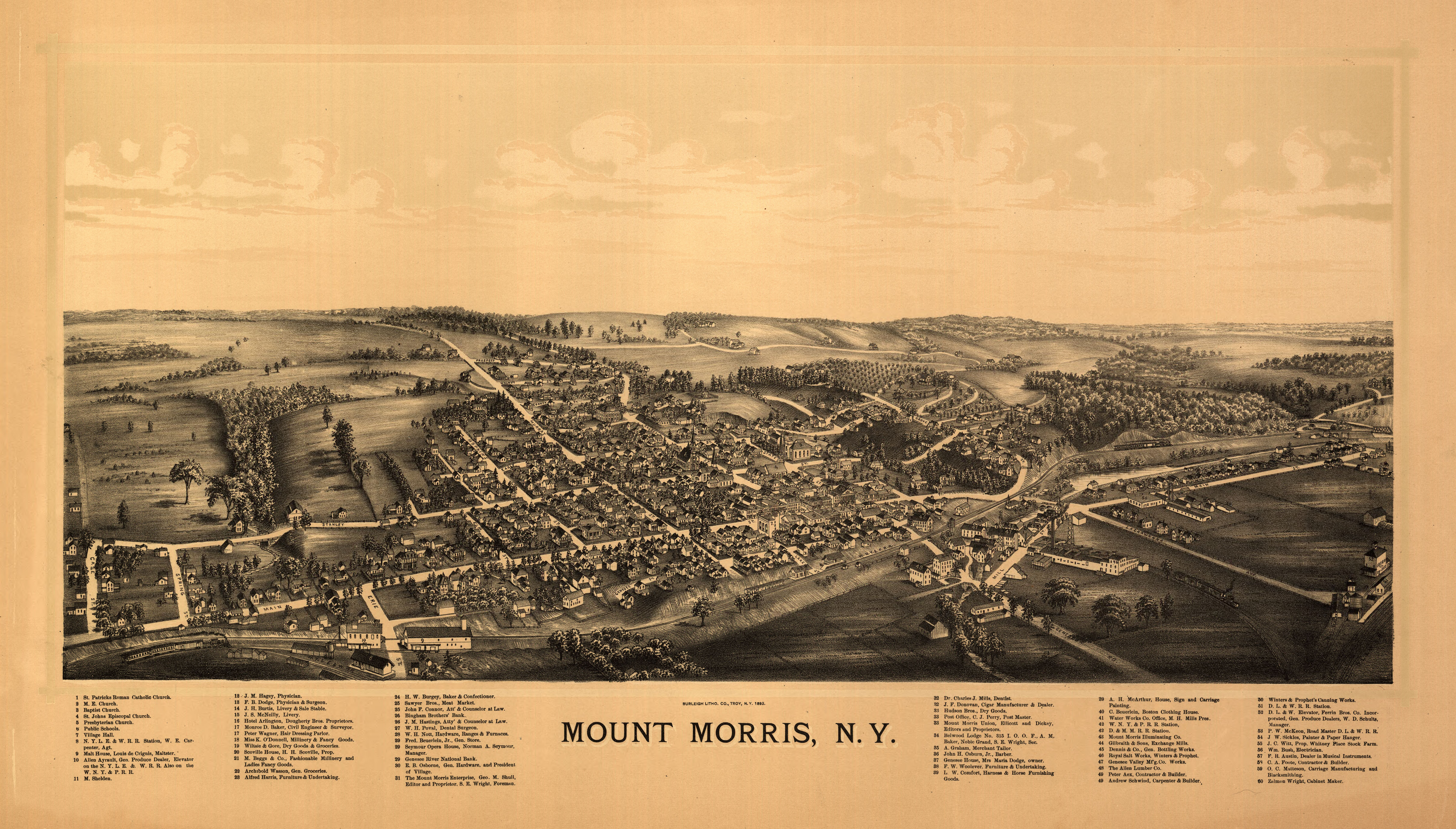
Mount Morris 1893, mit dem Erie-Bahnhof links unten

Der Endbahnhof der Strecke Avon–Mount Morris lag im Süden von Mount Morris und stellte den Endpunkt der Strecken Avon–Mount Morris und Mount Morris–Dansville dar. Unmittelbar westlich verlief die Bahnstrecke Olean–Rochester der Pennsylvania Railroad (PRR), deren Station in fußläufiger Entfernung lag. Der Bahnhof Mount Morris der DL&W befand sich hingegen mehr als einen Kilometer entfernt im Nordosten des Orts. Zwischen den Anlagen der Erie Railroad und der PRR bestand in Mount Morris zwar eine Gleisverbindung, doch verboten die vertraglichen Vereinbarungen zwischen Erie Railroad und Dansville and Mount Morris Railroad (DMM) der DMM den Tausch von Güterwagen mit der PRR.
Das einstöckige Empfangsgebäude war, ebenso wie in Geneseo, Standort einer Agentur. Es wurde nach 1940 abgetragen.
Als Folge der Stilllegung der Strecke Avon–Mount Morris und Abwicklung der AG&MM wurde 1940 auch der anschließende Abschnitt Mount Morris–Sonyea der Dansville and Mount Morris Railroad, und somit auch der Bahnhof Mount Morris, stillgelegt. Der letzte Zug nach Dansville verließ den Bahnhof am 24. Januar 1940.

## Verkehr

### Personenverkehr
Über die Strecke Avon–Mount Morris wurde bis in die 1930er-Jahre ein reger lokaler Personenverkehr geführt. 1912 wurden werktags beispielsweise zehn Fahrtenpaare Rochester–Avon–Mount Morris angeboten, 1924 elf bis zwölf Zugpaaren pro Werktag. Mit Aufgabe des elektrischen Betriebs 1934 wurde der Fahrplan deutlich reduziert; 1935 wurden nur mehr sechs Fahrten pro Werktag angeboten, ab Dezember 1938 noch zwei bis drei Zugpaare. Im Betriebsjahr 1938 wurden 34.928 Fahrgäste registriert.

### Güterverkehr
Im Güterverkehr wurde die Strecke vor allem zur Anbindung von Dansville genutzt. In Mount Morris konnten DL&W und PRR hingegen häufig günstigere Frachtraten als die Erie Railroad anbieten. Für Geneseo war die Strecke zwar die einzige Bahnanbindung, doch waren dort keine größeren Industrie- oder Handelsbetriebe ansässig. 1938 wurden 48.520 Tonnen Güter befördert.